# Naturschutzgebiet Emsaue (MS-008)
Koordinaten: 52° 2′ 54″ N, 7° 39′ 50″ O
Das Naturschutzgebiet Emsaue (MS-008) liegt auf dem Gebiet der kreisfreien Stadt Münster in Nordrhein-Westfalen.
Das Gebiet erstreckt sich nördlich der Kernstadt Münster und nördlich von Gelmer, einem Stadtteil von Münster, entlang der am nördlichen Rand fließenden Ems. Westlich verläuft die A 1, östlich fließt der Dortmund-Ems-Kanal, verläuft die B 481 und erstreckt sich das 132,4 ha große Naturschutzgebiet Emsaue (MS-013). Südlich erstreckt sich der etwa 6,75 ha große Gittruper See, ein ehemaliger Baggersee.

## Bedeutung
Für Münster ist seit 1991 ein 33,20 ha großes Gebiet unter der Kenn-Nummer MS-008 als Naturschutzgebiet ausgewiesen. Das Gebiet wurde unter Schutz gestellt 
- zur Erhaltung noch vorhandener, geomorphologischer Strukturen, Resten von feuchtem bis nassem Auengrünland sowie eines naturnahen Altwassers der Ems und
- zur Wiederherstellung von Lebensgemeinschaften oder Lebensstätten gefährdeter Pflanzen- und Tierarten.